# بنجامين إيبرت
بنجامين إيبرت (بالفرنسية: Benjamin Hebert)‏ هو لاعب غولف فرنسي، ولد في 19 فبراير 1987 في بريف لا غايلارد في فرنسا.

## وصلات خارجية
- الموقع الرسمي
- بنجامين إيبرت على موقع رابطة أوروبا للاعبي الغولف المحترفين (الإنجليزية)
- بنجامين إيبرت على موقع التصنيف العالمي الرسمي للغولف (الإنجليزية)